# Hrvatska ženska reprezentacija u hokeju na ledu
Hrvatska ženska reprezentacija u hokeju na ledu predstavlja Hrvatsku u hokeju na ledu.

## Sudjelovanja na međunarodnim natjecanjima
Godine 2007. Hrvatice su se po prvi puta uključile u natjecanja Svjetskog prvenstva. 
U prvom nastupu (2007.) u 4. svjetskoj diviziji ostvarile veliko iznenađenje osvojivši u Rumunjskoj zlatnu medalju te se plasirale u 3. diviziju. Po prvi puta ušle na svjetsku rang ljestvicu kao 31. (od 33) reprezentacije na svijetu.
Godine 2008. na Svjetskom prvenstvu 3. divizije u Mađarskoj osvojile su treće mjesto i brončanu medalju iza reprezentacija Velike Britanije (koja se plasirala u 2.diviziju) i Slovenije. Na istom prvenstvu pobijedile su Belgijanke i Mađarice, a od Koreanki izgubile u produžetku. Na svjetskoj rang ljestvici napredovale (30/33). 
Sudjelovale na predkvalifikacijskom turniru za Olimpijske igre 2010. U skupini su izgubile od Slovakinja (izborile nastup u sljedećem kvalifikacijskom krugu), Letonki i Talijanki, a pobijedile Bugarke te osvojile 4. mjesto. 
2009. godine napredovale na svjetskoj rang listi (25/33).
2010. godine dodatno napredovale na svjetskoj rang listi (20/34).
2011. zauzimale 20/37 mjesto na listi. Na Svjetskom prvenstvu divizije III (4. rang) zauzele 5/6 mjesto pobijedivši Belgiju te izgubivši od Mađarske, Nizozemske, Slovenije i Australije.  
2012. zauzimale 22/36. mjesto. Na Svjetskom prvenstvu divizije IIA (4. rang natjecanja) zauzele 6/6 mjesto te ispale u grupu IIB, izgubivši od Novog Zelanda, Australije, Sjeverne Koreje, Mađarske i Slovenije. 
2013. zauzimale 24/36 mjesto. Na Svjetskom prvenstvu divizije IIB (najniži, 5. rang natjecanja) zauzele 3/6 mjesto pobijedivši Island, Belgiju i Južnoafriičku republiku, a izgubivši od južne Koreje i Španjolske.

## Nastupi na SP

### Postava na [Svjetskom prvenstvu 3. divizije 2011.
- vratarke: Lana Belić, Petra Belobrk
- obrana: Katja Bedjanec, Ela Filipec, Diana Krušelj Posavec, Ivana Pintar, Martina Smolec, Sanja Vicković
- napad: Tijana Delić, Anja Kadijević, Ivana Kecerin, Matea Klanac, Nadja Matić, Sonja Meke, Iva Modecar, Danijela Prokopec, Željka Prokopec, Marija Radonić, Ana Siranović
- trener: Marijo Budja

Reprezentacija je osvojila 5. mjesto. Natjecale su se s Australijom, Belgijom, Mađarskom, Nizozemskom i Slovenijom.

### Postava na SP 2. A divizije 2012.
- vratarke: Lana Belić, Petra Belobrk
- braniči: Martina Smolec, Marta Vrbančić Fabić, Sanja Vicković (AIK Stockholm), Ela Filipec, Diana Krušelj Posavec, *napad: Katja Bednjanec, Tijana Delić, Vesna Gurka, Lorena Herceg, Željka Jandrić, Anja Kadijević, Ivana Kecerin, Nadja Matić (Lady Wingsim Schwenningen), Matea Klanac, Antonia Lovrenčić, Nataša Makar, Sara Metelko, Danijela Prokopec, Marija Radonić,
- trener: Marijo Budja
- pom. trener: Ivica Šprljan

### SP 2014.
Na SP u Reykjaviku osvojile su zlatnu medalju i povratak u diviziju 2 A.